# Мауро Рефоско
Мауро Рефоско — бразильський перкусіоніст. Найбільш відомий своєю роботою зі співаком Девідом Бірном та американським рок-гуртом Red Hot Chili Peppers. Він був учасником експериментального супергурту Atoms for Peace — за участю Тома Йорка та Флі, а також форро-гурту Forro in the Dark. Рефоско також недовго був учасником гурту Dirty Projectors.
З 2019 року Рефоско виступає як один з головних музикантів у бродвейському шоу Американська утопія за участю Девіда Бірна та його музики.

## Ранні роки та освіта
Рефоско народився у південному бразильському штаті Санта-Катарина. Він отримав ступінь бакалавра з перкусії в Державному університеті Сан-Паулу в 1990 році, а в 1992 році переїхав до Нью-Йорка, щоб здобути додаткову освіту. У 1994 році він закінчив Мангеттенську школу музики зі ступенем магістра з перкусії.

## Кар'єра
Після закінчення магістерської програми він почав записуватись і виступати з різними американськими виконавцями.
Він писав і продюсував музику для постановок Оф-Бродвею, писав саундтреки до фільмів і виступав у складі різних гуртів.

### Forro in the Dark
Forro in the Dark — нью-йоркський гурт бразильських музикантів, які грають сучасну версію форро, традиційної музики, що походить з північного сходу Бразилії. 16 жовтня 2002 року (день народження Рефоско) він запросив друзів на джем-сейшн у стилі форро до нічного клубу Nublu, розташованого в районі Іст-Вілледж у Нью-Йорку. Гурт мав такий успіх, що вони стали щотижневими резидентами клубу. Їхня публічна популярність зросла завдяки тривалому перебуванню в Nublu, де вони познайомилися з видатним нью-йоркським діячем Девідом Бірном, який сприяв подальшому визнанню гурту, коли вони співпрацювали над альбомом Forro in the Dark Bonfires of São João 2006 року.
Наразі гурт випустив два альбоми та один мініальбом, серед яких Bonfires of São João 2006 року, Dia de Roda 2008 року та Light a Candle 2009 року.

### Atoms for Peace
У 2009 році Рефоско приєднався до Atoms for Peace, супергурту, створеного вокалістом Radiohead Томом Йорком для виконання пісень з дебютного сольного альбому Йорка The Eraser (2006). Рефоско та гурт відтворили електронну музику Йорка за допомогою живих інструментів. Вони гастролювали Сполученими Штатами у 2010 році, і випустили альбом AMOK у 2013 році. Того ж року відбулося турне Європою, США та Японією.

### Red Hot Chili Peppers
У 2011 році Рефоско взяв участь у кількох треках альбому I'm with You гурту Red Hot Chili Peppers, а також у збірці бісайдів I'm Beside You, яка вийшла у 2013 році. Рефоско приєднався до гастрольного складу гурту як перкусіоніст у 2011 році під час світового турне I'm with You World Tour. Під час виступів на біс Рефоско разом з барабанщиком гурту, Чедом Смітом, зазвичай починав з тривалого джему на барабанах та перкусії, демонструючи здібності обох музикантів. Рефоско з'явився на всіх концертних релізах гурту з туру, який завершився у квітні 2013 року. Він знову вирушив з гуртом у черговий тур з датами по всьому світу, що проходив з травня 2013 по червень 2014 року. Рефоско зіграв на ударних інструментах у двох піснях альбому The Getaway 2016 року, проте він не приєднався до гурту під час туру на підтримку альбому. Рефоско зробив несподівану появу під час виступу гурту 20 липня 2017 року в Римі, де він зіграв на перкусії у пісні «The Adventures of Rain Dance Maggie».

### Інші проєкти

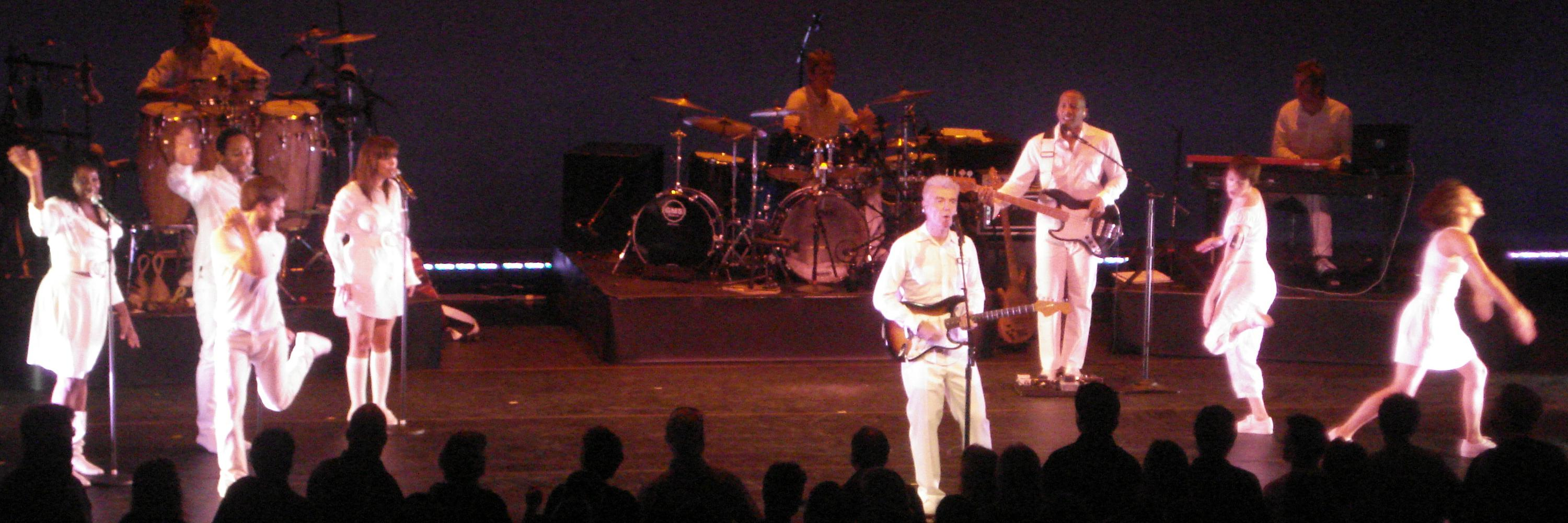
Рефоско виступає під час туру Девіда Бірна та Браяна Іно у Zoellner Arts Center у 2008 році.

З 1994 року він гастролює з Девідом Бірном, а також у 2008—2009 роках на підтримку його спільного з Браяном Іно альбому Everything that Happens Will Happen Today.
Рефоско також брав участь як член музичного відділу, в основному як перкусіоніст, у різних кіно- і телепроєктах, включаючи анімаційний фільм 2007 року Тримай хвилю!, для якого він написав пісню «Forrowest» разом з групою Forro in the Dark. Пісня також увійшла до саундтреку.
Refosco також записувався з Dirty Projectors на їхньому однойменному альбомі.

## Роботи
з Forro in the Dark
- Bonfires of São João (2006)
- Dia de Roda (2008)
- Light a Candle (2009)

з Red Hot Chili Peppers
- I'm with You (2011)
- Red Hot Chili Peppers Live: I'm with You (2011)
- Official Bootlegs (2011—2013)
- 2011 Live EP (2012)
- I'm With You Sessions (2012—2013)
- I'm Beside You (2013)
- The Getaway (2016)
- Unlimited Love (2022)
- Return of the Dream Canteen (2022)

з Atoms for Peace
- AMOK (2013)

З Девідом Бірном
- Look into the Eyeball (2001)
- Grown Backwards (2004)
- Everything That Happens Will Happen Today (2008)
- Love This Giant (2012)
- American Utopia (2018)

з Jota Quest
- Funky Funky Boom Boom (2013)

з Dirty Projectors
- Dirty Projectors (2017)
- Lamp Lit Prose (2018)

з Франческо Мотта
- Vivere o morire (2018)

### Саундтреки / кіно / телебачення
- Side Streets (1998)
- Earthly Possessions (1999)
- The Backyardigans (2004)
- Ira & Abby (2006)
- Тримай хвилю! (написав пісню «Forrowest») (2007)
- Перемотка (2008)
- This Must Be the Place (2011)